# Jared Y. Sanders, Sr.
Jared Y. Sanders, Sr., né le 29 janvier 1869 et mort le 23 mars 1944. Il fut gouverneur de la Louisiane du 12 mai 1908 au 14 mai 1912. 